# Голиковский сельсовет
Голиковский сельсовет — сельское поселение в Елецком районе Липецкой области Российской Федерации.
Административный центр — село Голиково.

## История
Статус и границы сельского поселения установлены Законом Липецкой области от 23 сентября 2004 года № 126-ОЗ «Об установлении границ муниципальных образований Липецкой области»

## Население
| 2010 | 2012 | 2013 | 2014 | 2015 | 2016 | 2017 |
| ---- | ---- | ---- | ---- | ---- | ---- | ---- |
| 663  | ↘649 | ↘618 | ↘593 | ↘569 | ↘566 | ↗570 |
| 2018 | 2021 |      |      |      |      |      |
| ↗576 | ↘574 |      |      |      |      |      |

## Состав сельского поселения
| № | Населённый пункт | Тип населённого пункта       | Население |
| - | ---------------- | ---------------------------- | --------- |
| 1 | Голиково         | село, административный центр | 506       |
| 2 | Задонье          | село                         | ↘52       |
| 3 | Задоньевский     | посёлок                      | ↘105      |